# Estádio General Pablo Rojas
O Estádio General Pablo Rojas (também conhecido como La Olla Azulgrana) é um estádio de futebol localizado na cidade de Assunção, no Paraguai. 
Inaugurado em 1991, com capacidade inicial para 32.910 espectadores, pertence ao Club Cerro Porteño, um dos principais clubes do Campeonato Paraguaio de Futebol.

## História

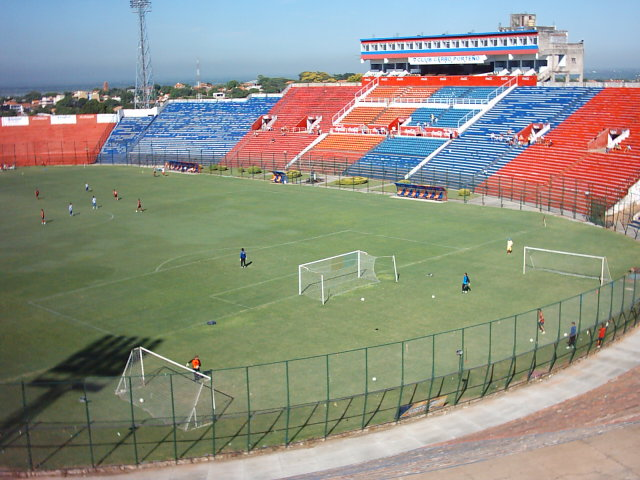
O estádio, antes da reforma.

Foi uma das sedes da Copa América de 1999 e de alguns jogos do Cerro na Copa Libertadores da América e Copa Sul-Americana.

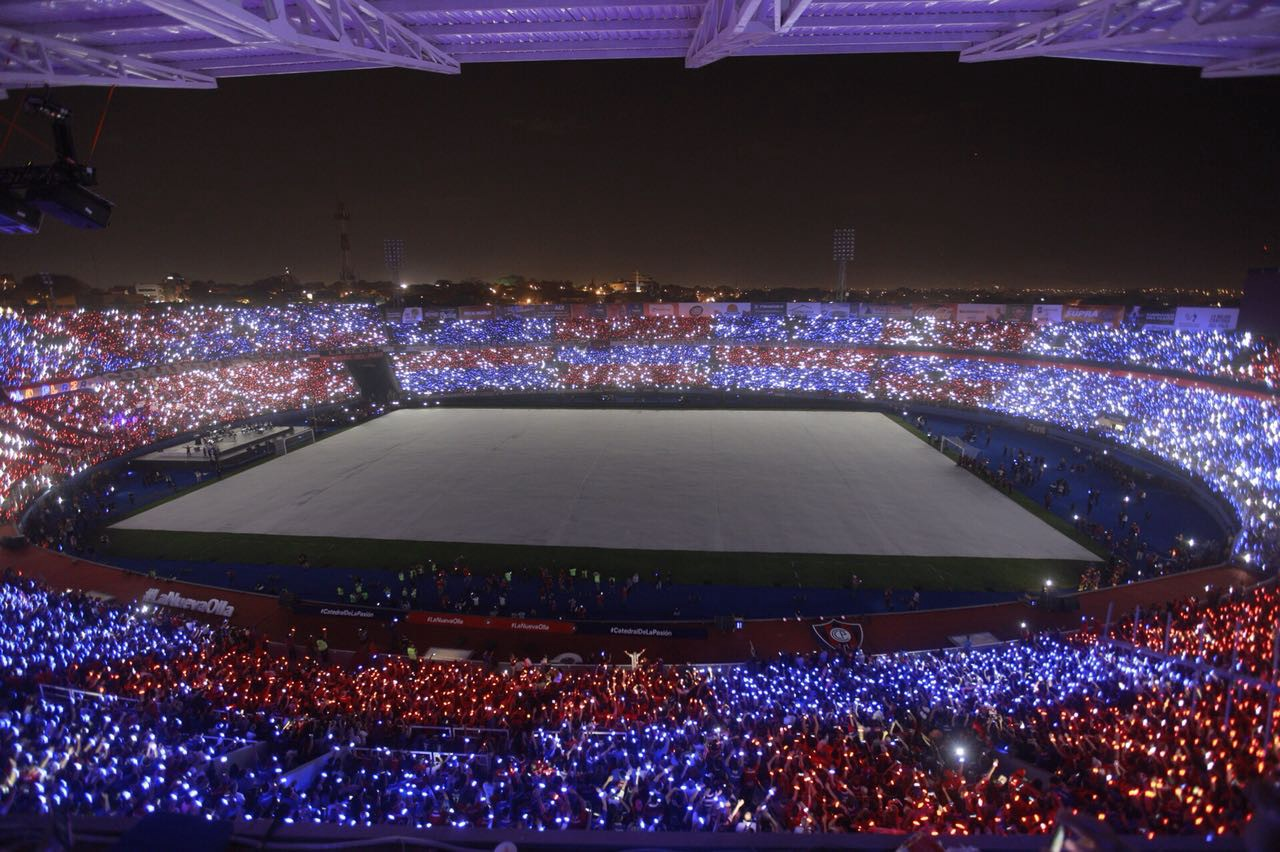
Inauguracão da La Nueva Olla em 19 de agosto de 2017.

Em 18 de junho de 2015 se realizou a pá inicial da Nueva Olla Azulgrana, o projeto que permitiria aumentar a capacidade do estádio para 37 000 espectadores, 
Em 29 de julho de 2016 se anunciou que as obras continuariam, construindo-se também anéis superiores nas plateias e galerias Sul. O próprio presidente, Juan José Zapag, anunciou que a capacidade final do estádio seria finalmente para 45.000 espectadores.
O Cerro Porteño continuou a reforma com o intuito de modernizar e ampliar o estádio, tendo torcedores como operários da obra. A reinauguração aconteceu em 19 de agosto de 2017, em uma partida contra o Boca Juniors terminada com o placar de 1-2. O estádio reformado é conhecido como Nueva Olla e tem capacidade atual para receber 45.000 pessoas.
O ato oficial de reinauguracão da Nueva Olla Azulgrana foi realizado no sábado, 19 de agosto de 2017, com uma cerimonia de abertura e em uma partida amistosa contra o Boca Juniors da Argentina, quando o Cerro Porteño perdeu por 2 a 1. O evento contou com vários artistas convidados para ofertar shows para todos os torcedores do Club Cerro Porteño, sócios e não sócios do club.
A primeira partida oficial a nível continental foi em 12 de setembro de 2017 por pelas oitavas de final de Copa Sul-Americana de 2017 que terminou com empate a zero do Cerro contra clube colombiano Junior de Barranquilla.
O estádio foi a sede da final da Copa Sul-Americana de 2019, no dia 9 de novembro.